# گوردون هریس
گُردُن هَریس (به انگلیسی: Gordon Harris) بازیکن فوتبال زادهٔ ۲۰ ژوئن ۱۹۴۰ اهل انگلستان بود که سابقهٔ بازی در تیم ملی فوتبال انگلستان را در کارنامهٔ خود دارد. وی در تاریخ ۵ ژانویه ۱۹۶۶ تنها بازی ملی خود را در مقابل تیم ملی فوتبال لهستان انجام داد.